# Stazione di Santopadre
Stazione di Santopadre vasútállomás Olaszországban, Arpino településen.

## Vasútvonalak
Az állomást az alábbi vasútvonalak érintik:
- Avezzano–Roccasecca-vasútvonal

## Kapcsolódó állomások
A vasútállomáshoz az alábbi állomások vannak a legközelebb:
- Stazione di Arpino
- Stazione di Fontana Liri